# Wendelin von Maltzahn
Wendelin von Maltzahn, född den 10 maj 1815 i Berlin, död där den 5 juli 1889, var en tysk friherre och litteraturforskare. 
von Maltzahn lämnade 1840 militärlivet för att ägna sig åt litteraturvetenskapen, som han främjade genom upplagor av Gotthold Ephraim Lessing och Friedrich Schiller med flera.